# Begraafplaats Nabij de Kapel in 't Zand

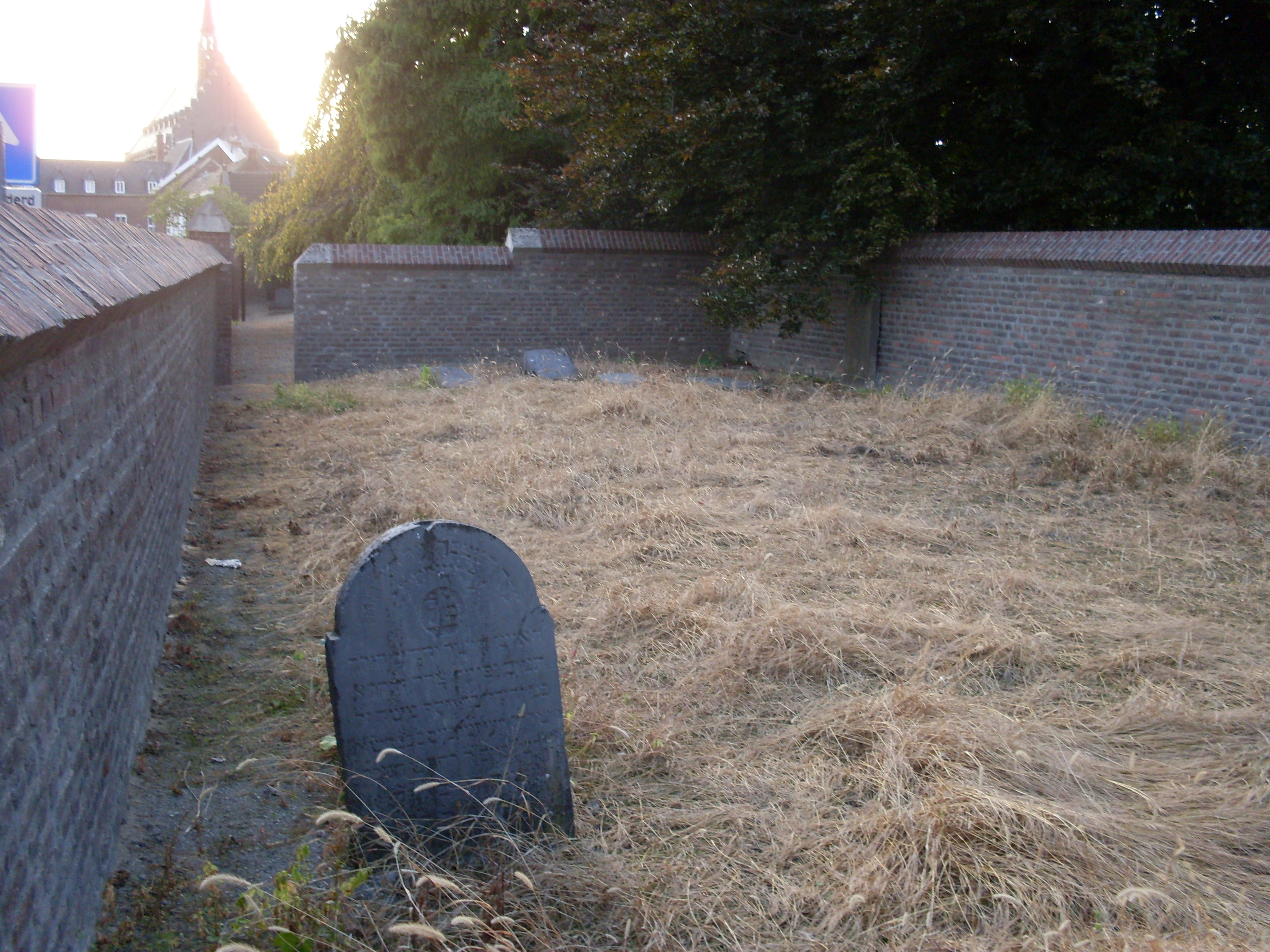
De Oude Joodse begraafplaats, het oudste deel van Begraafplaats Nabij de Kapel in 't Zand

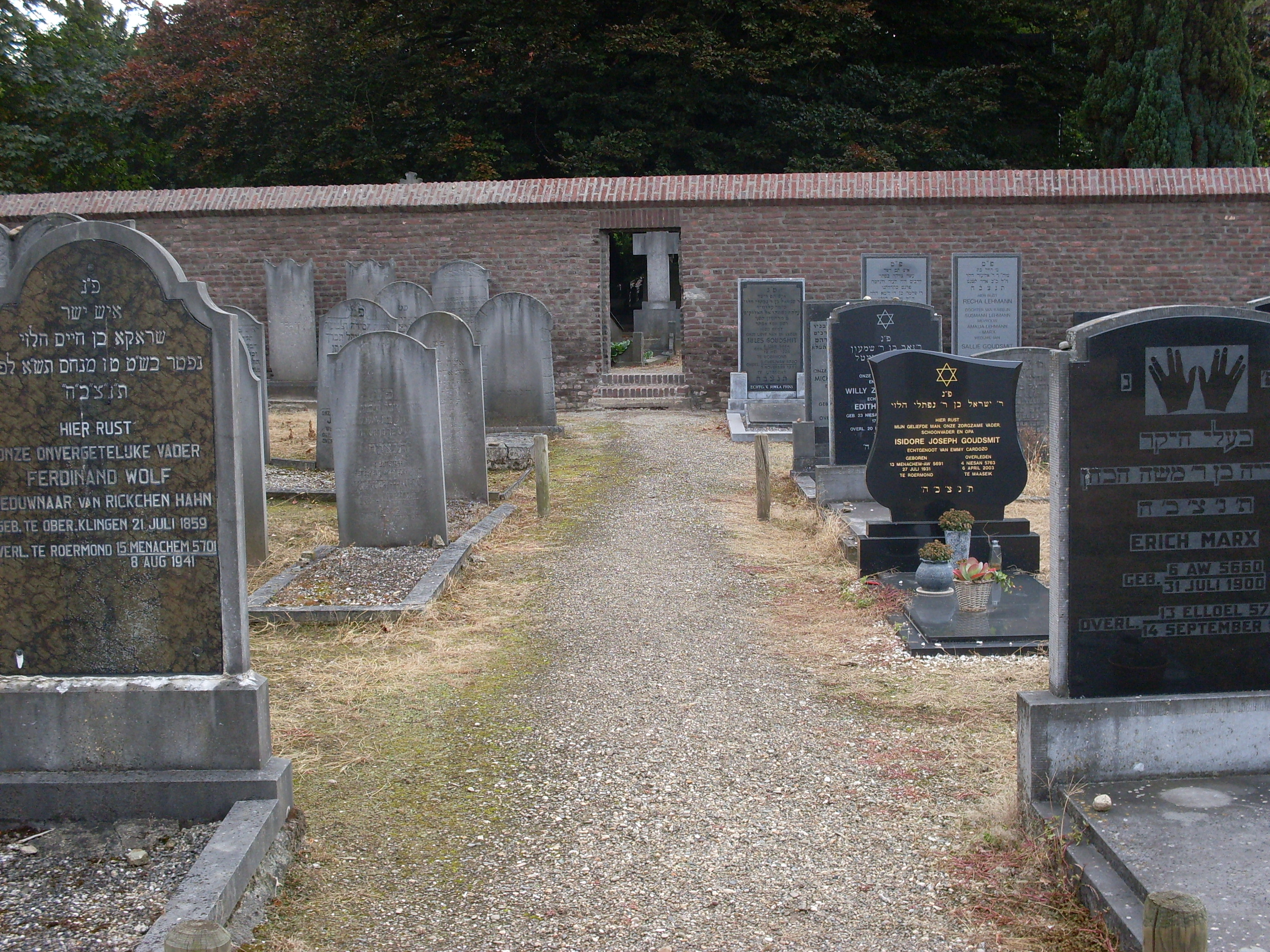
De nieuwe Joodse begraafplaats

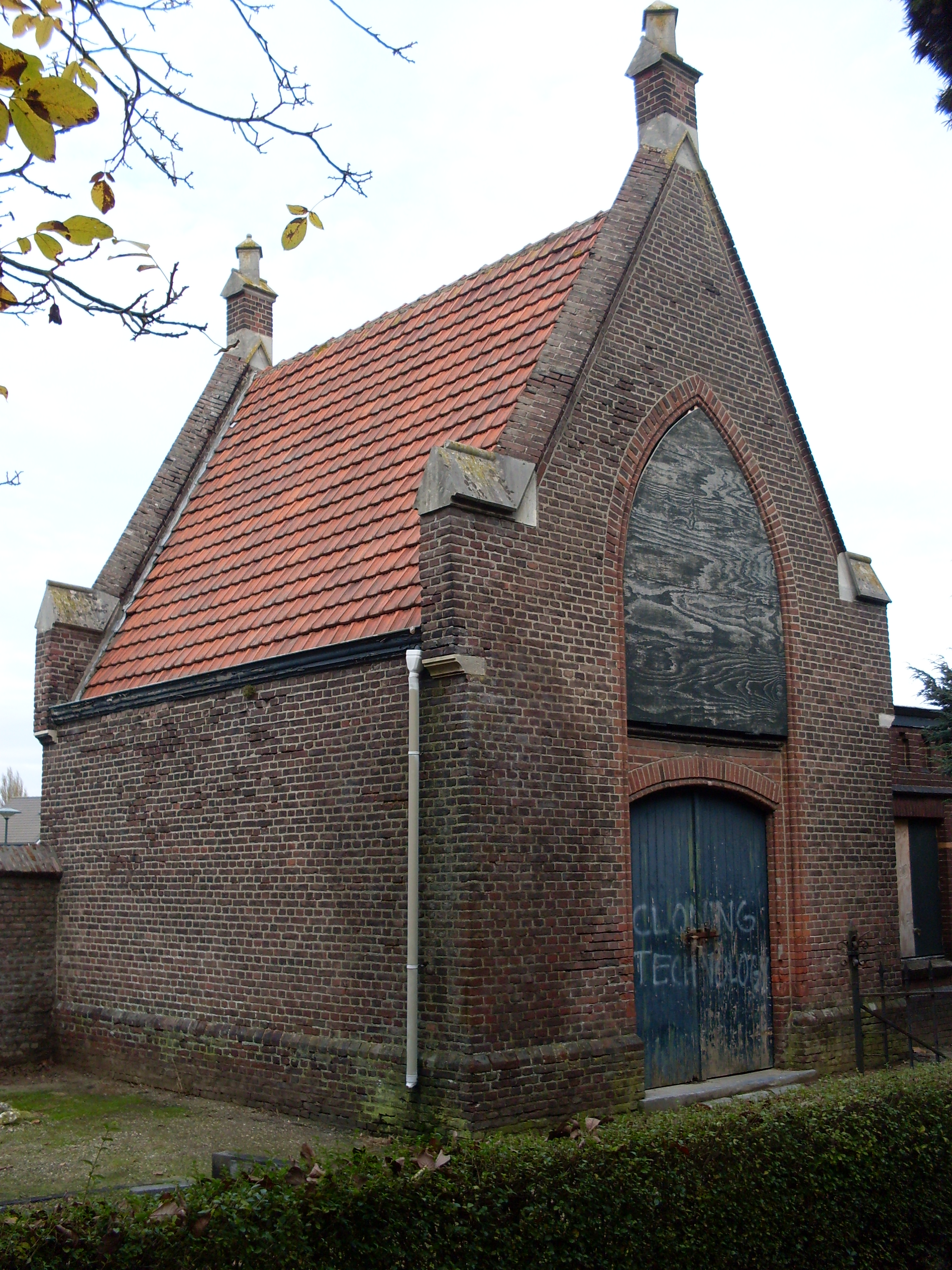
Het lijkenhuisje voor de renovatie

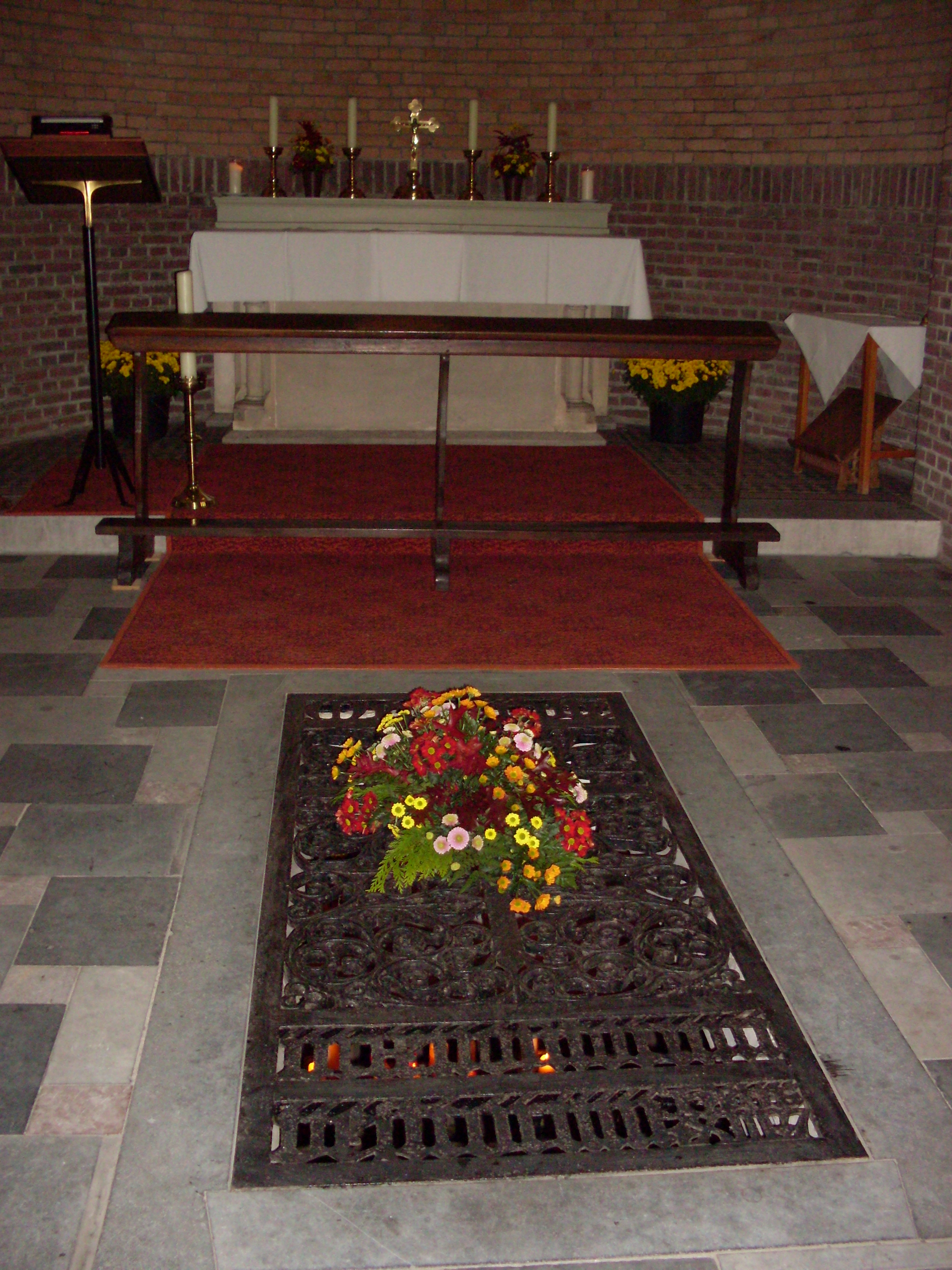
De bisschopskapel

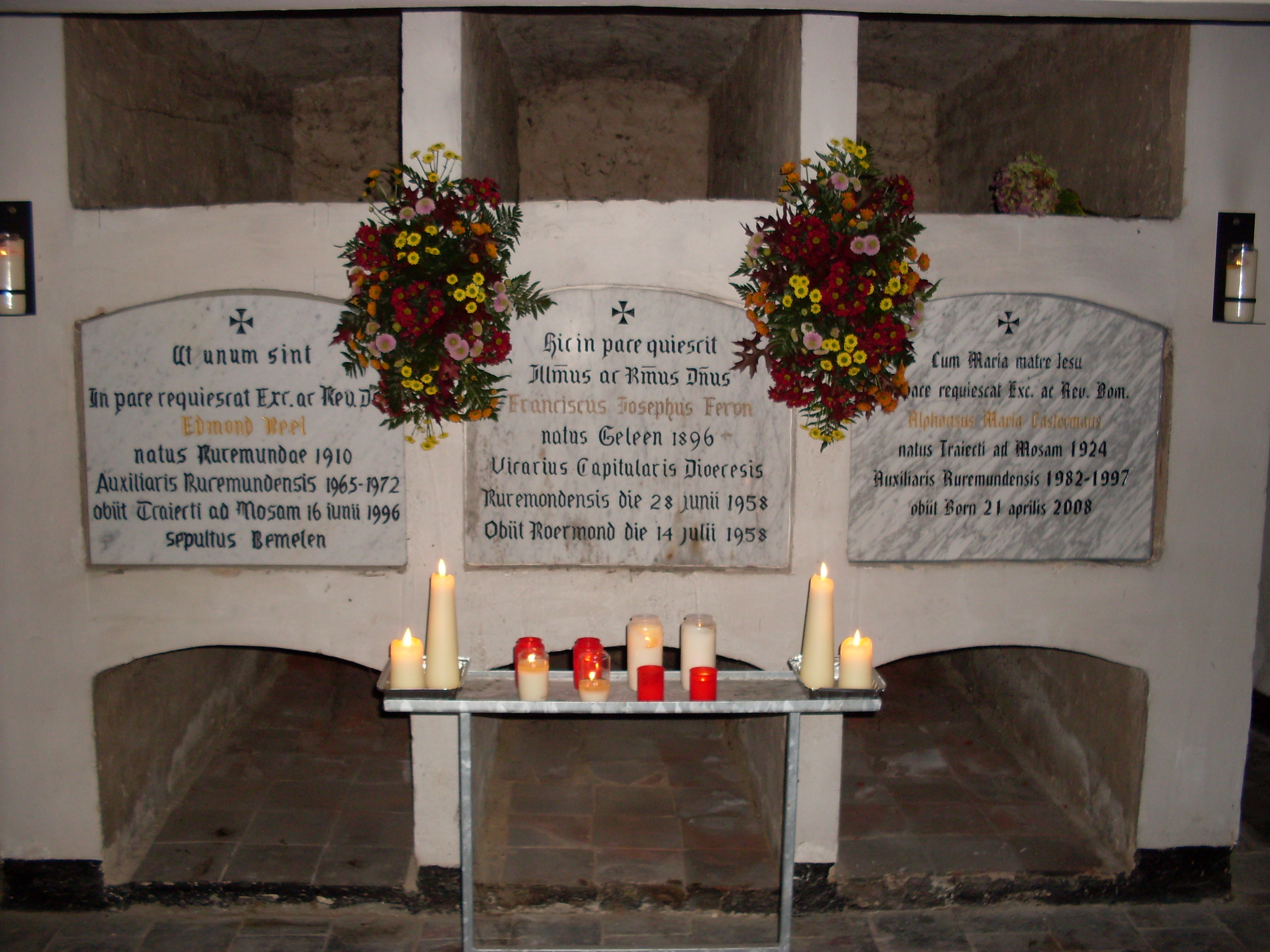
De crypte van de bisschopskapel met de graven van de hulpbisschoppen

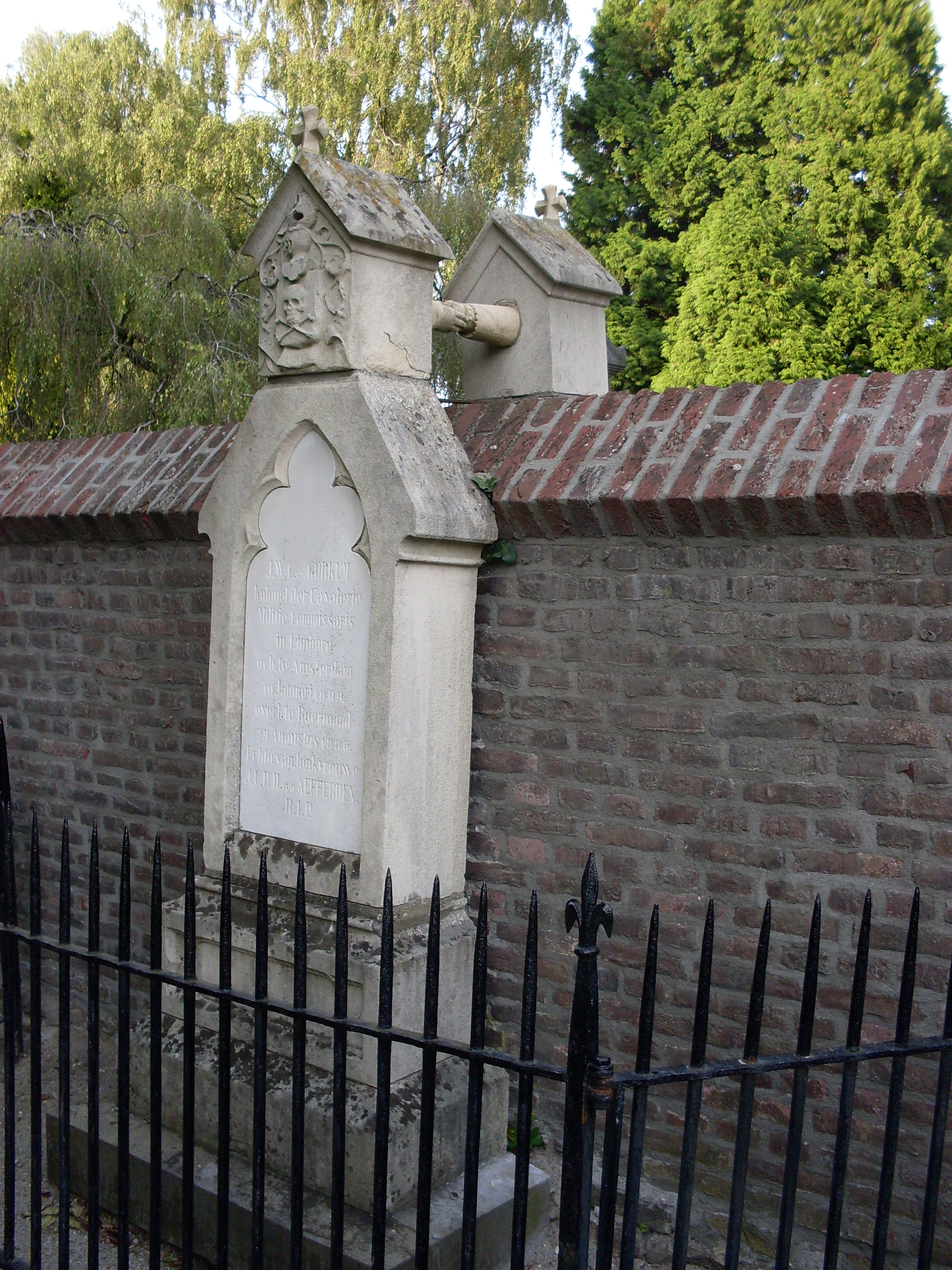
Graf met de handjes, grafmonument van kolonel van Gorcum

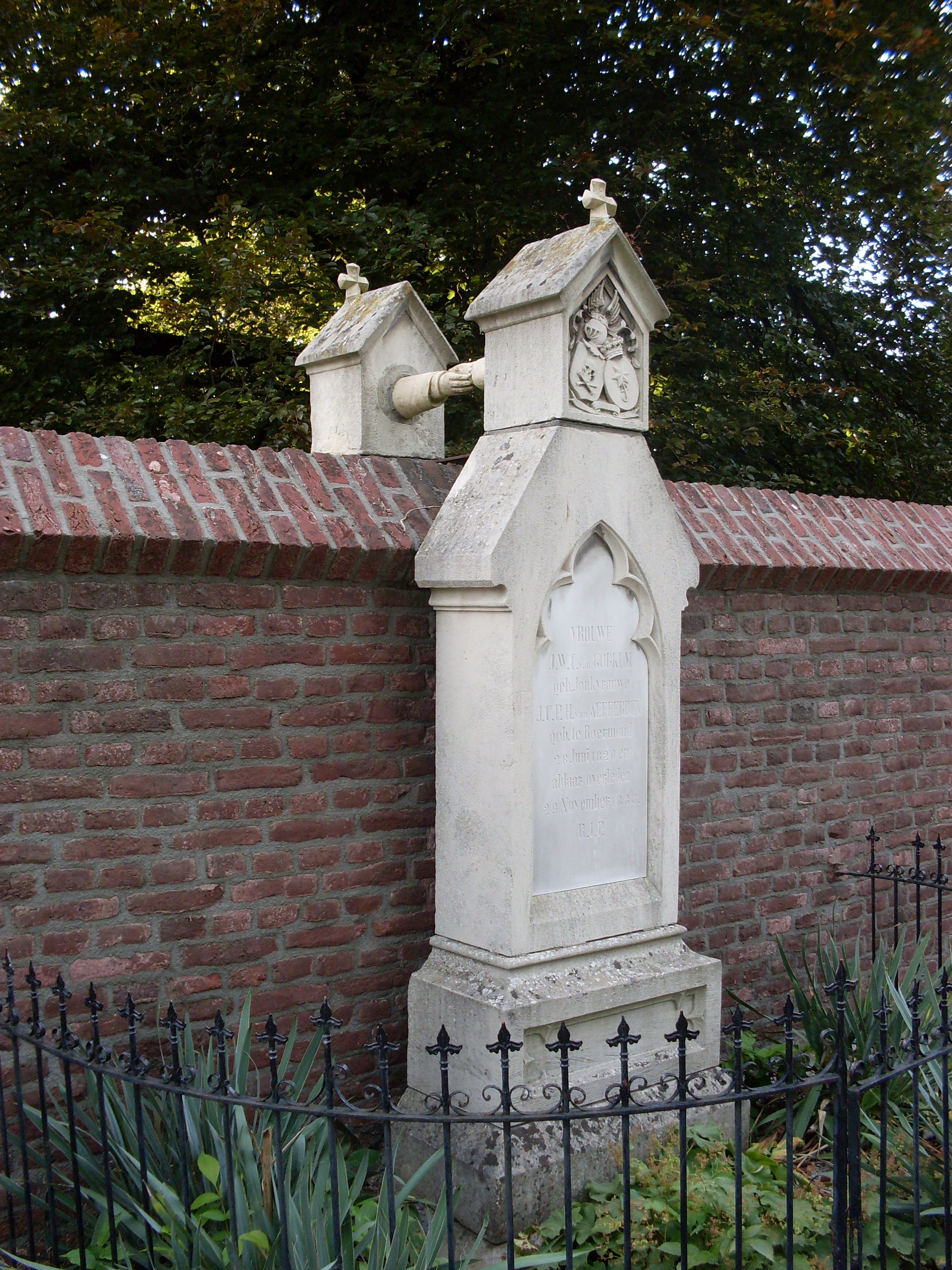
Graf met de handjes, grafmonument van jonkvrouwe van Aefferden

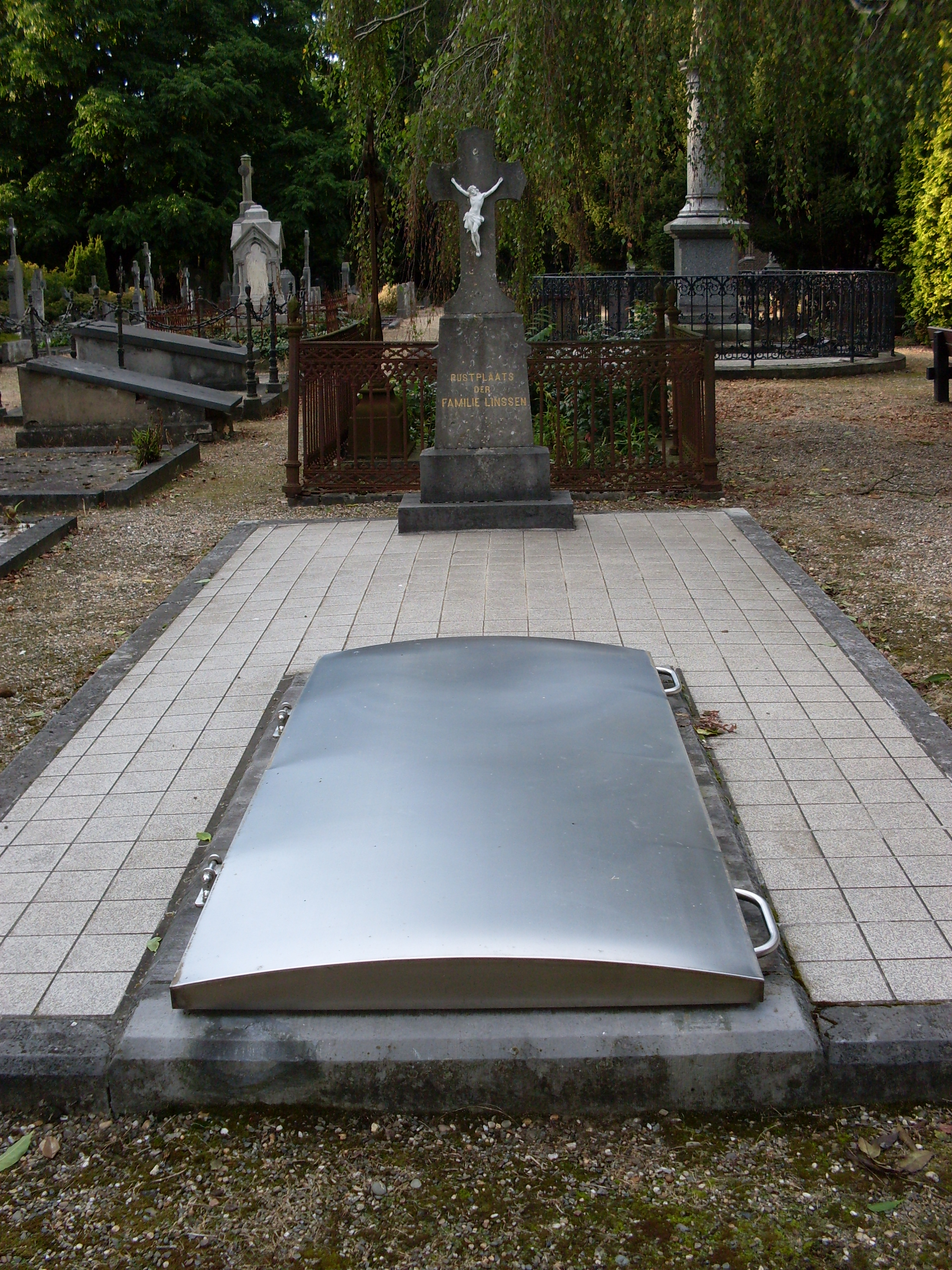
De 'IJskast'

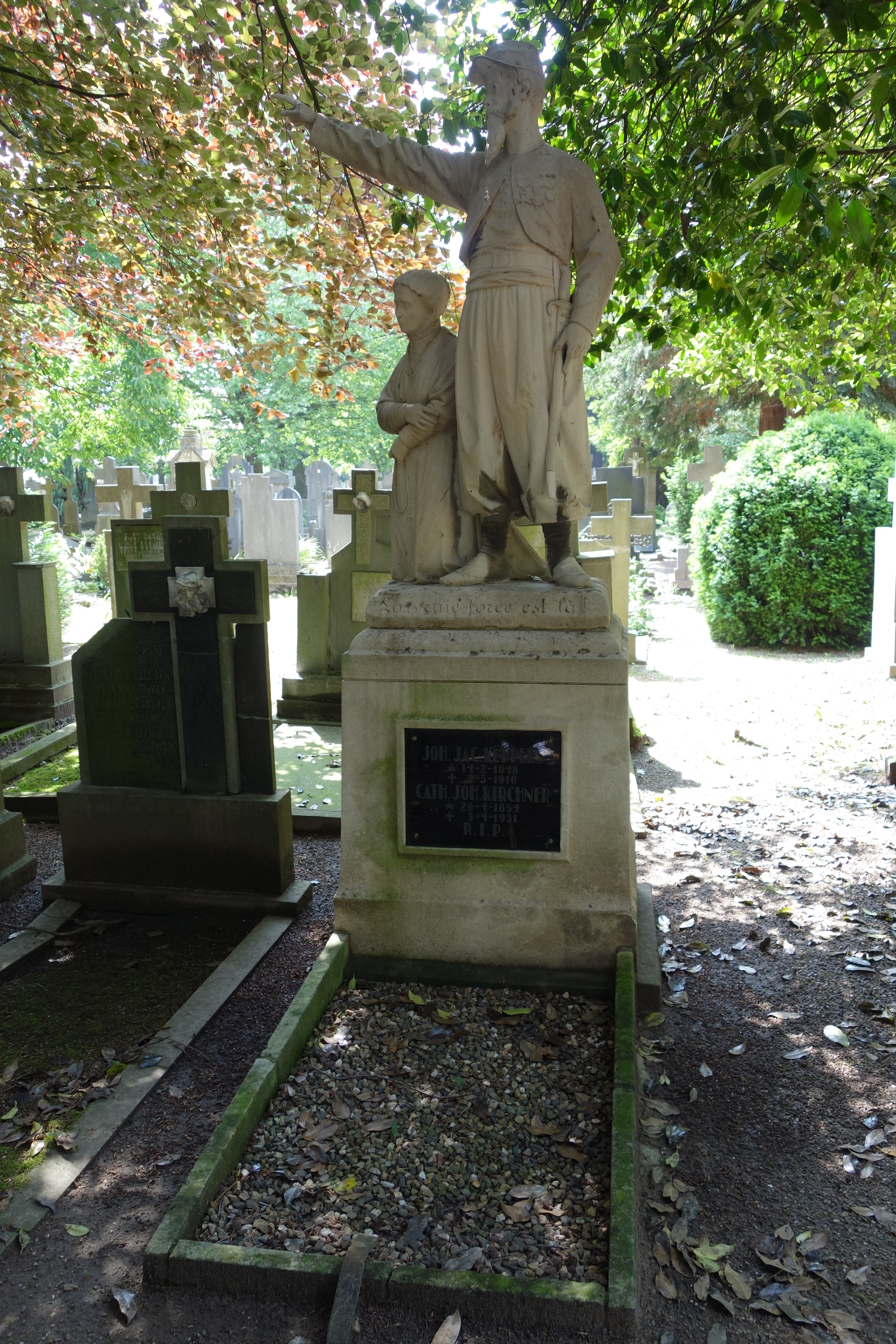
De Zouaaf

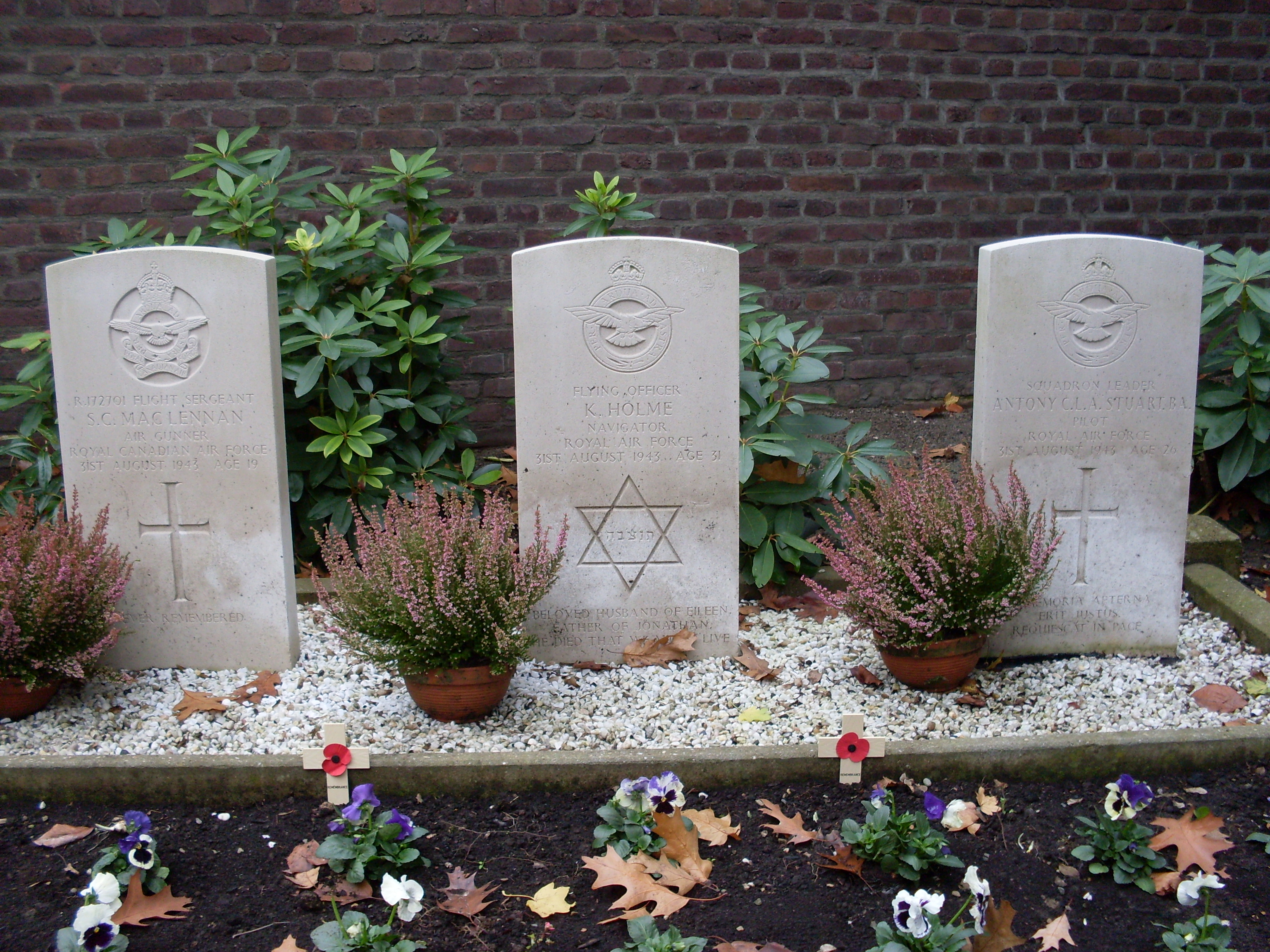
Militaire graven

De Begraafplaats Nabij de Kapel in 't Zand is een begraafplaats in de wijk Kapel in 't Zand in de Nederlandse stad Roermond en ligt bij de Kapel in 't Zand. In plaats van deze officiële benaming voor de begraafplaats aan de Kapellerlaan spreekt men in Roermond kortweg over het "oude kerkhof", of op zijn Roermonds: "den aje kirkhaof". Er is een grote verscheidenheid aan graven en grafsoorten en er zijn zevenenveertig grafkelders. De begraafplaats kent een bijzondere flora en fauna
P.J.H. Cuypers heeft de hele begraafplaats ingericht. Hierbij liet hij zich inspireren door de begraafplaats van Robermont in Luik. Cuypers was ook verantwoordelijk voor de bouw van de bisschopskapel. Toen zijn eigen grafmonument in 2006 werd gerestaureerd, mocht zijn overschot tijdelijk rusten in de Bisschopskapel. De begraafplaats zelf is een monument, maar ook de muren en verschillende grafmonumenten op zich staan op de monumentenlijst.

## Geschiedenis
Buiten de muren van Roermond lag reeds een joodse begraafplaats. Volgens de joodse wet is een begraafplaats, hoewel gewijd, onrein. Binnen de muren van de stad kan geen plaats zijn voor iets wat onrein is. Dit is de reden waarom joodse begraafplaatsen zich vaak een eind buiten de bebouwde kom bevinden. De geschiedenis van het christelijke gedeelte van de begraafplaats begint in het jaar 1785. In dat jaar werd het bij edict van keizer Jozef II in de Zuidelijke Nederlanden waartoe Roermond toen behoorde, verboden nog mensen binnen de stadsmuren te begraven. Naast de joodse begraafplaats vond men plek om aan deze nieuwe regelgeving te voldoen.
Op de Begraafplaats Nabij de Kapel in 't Zand werd begraven tot 1948. In 2010 werd de begraafplaats weer opengesteld voor nieuwe begrafenissen. Op het nieuwe Joodse deel is begraven altijd mogelijk gebleven.

## Indeling
De begraafplaats kent vijf verschillende gedeelten:
- Het katholieke deel
- Het Nederlands-hervormde deel
- Het oude joodse deel
- Het nieuwe joodse deel
- Het verloren Kerkhof

Deze indeling naar persoonlijke levensovertuiging is niet strikt volgehouden voor de militaire graven.

### Katholieke deel
Het katholieke deel is verreweg het grootst. De graven zijn gerangschikt in klassen. De eerste klasse bevat graven met eeuwigdurend grafrecht. Zij bevinden zich langs het brede pad in het midden. Meer naar links en naar rechts zijn graven van de tweede en derde klasse. Helemaal aan de buitenkant, langs de muren, bevinden zich de graven van de vierde klasse. De eerste klasse was betaalbaar voor de elite. Grote grafmonumenten, heiligenbeelden en grafkelders van bekende personen bevinden zich hier. Vierde klasse graven waren voor de armen die op kosten van de gemeente werden begraven.

### Protestantse deel
Het Nederlands-Hervormde deel is het op een na grootst en bevindt zich aan de linkerzijde van de begraafplaats. Ook hier zijn vele oude en markante graven en grafkelders.

### Oude joodse deel
Dit is het oudste deel, het bestond al voor 1785. Het ligt ingesloten tussen muren en het is te bereiken via een kleine doorgang op het protestantse deel. Anno 2008 zijn er nog zes grafzerken zichtbaar, waarvan er vier zijn omgevallen. Als men dit deel van de begraafplaats betreedt, merkt men dat de grond flink omhoog gaat. Vermoedelijk is er hier begraven in twee lagen. Joodse graven zijn altijd eeuwigdurend: uit principe worden joodse graven niet geruimd, omdat de doden in hun graf de jongste dag afwachten. Alleen onder rabbinaal toezicht kunnen resten worden herbegraven. Was dit niet mogelijk of was de begraafplaats op een gegeven moment vol, dan verhoogde men een gebied om een tweede laag graven te kunnen aanleggen. Hoeveel personen er begraven zijn is onbekend, wellicht enkele honderden.
De zes grafstenen zijn allemaal met volledig Hebreeuwse opschriften met overlijdensdata rond 1850.
Er zou ook een Joodse begraafplaats zijn geweest aan de Weerterweg in Linne. Anno 2008 zijn daar geen aanwijzingen voor te vinden.

### Nieuwe joodse deel
Het nieuwe joodse deel bevindt zich helemaal achterin op de begraafplaats en is toegankelijk via een kleine doorgang in de muur met het katholieke deel. Voor rouwstoeten is er een aparte toegangspoort, zodat men vanaf de straat meteen op de joodse begraafplaats kan komen. Dit deel van de begraafplaats is nog in gebruik. Er zijn zo'n 100 graven.

### Verloren kerkhof
Deze kleine afdeling bevindt zich helemaal achterin en wordt niet apart door muren afgesloten. Hier liggen personen begraven die niet tot een kerk behoorden, zelfmoord pleegden of als onbekend lijk waren gevonden aan de Maas.
Bij het Verloren kerkhof is een heg waaronder ongedoopte kinderen werden begraven. Eigenlijk zouden deze, volgens de toenmalige kerkelijke wetten, zelfs achter de heg moeten worden begraven, in ongewijde aarde. Om het verdriet van de ouders niet nog groter te maken, werd gekozen voor het begraven onder de heg die op de grens stond.

## Lijkenhuis
Het lijkenhuisje bevindt zich achter in het terrein, nabij het nieuwe Joodse deel en het Verloren kerkhof. Hier werden de lichamen bewaard van hen die nog begraven moesten worden en werd ook sectie verricht. Het is in 2012 volledig gerestaureerd. Bij rondleidingen kan het bezichtigd worden.

## Markante graven

### Bisschopskapel
De Bisschoppelijke Grafkapel, beter bekend als Bisschopskapel (1887) is ontworpen door Pierre Cuypers. In deze kapel zijn bijna alle overleden bisschoppen van Roermond van na 1853 (Herstel van de bisschoppelijke hiërarchie) bijgezet in een crypte.

### Graf met de handjes
Het graf met de handjes is bekend. De protestante Kolonel der Cavalerie, J.W.C. van Gorkum huwde met de katholieke jonkvrouwe J.C.P.H. van Aefferden. Een gemengd huwelijk was in de negentiende eeuw ongebruikelijk. Toen de kolonel in 1880 overleed wilde zijn vrouw naast haar man worden begraven, maar het verschil in gezindte stond dit niet toe. Er werd een plan bedacht: de kolonel werd op het protestante deel begraven, tegen de scheidingsmuur met het katholieke deel. Toen de jonkvrouwe in 1888 stierf werd ze er tegenover begraven op het katholieke deel. De grafmonumenten rijzen boven de scheidingsmuur uit en uit de monumenten steken een mannenhand en een vrouwenhand die elkaar stevig vasthouden. De hekwerken bij beide grafmonumenten zijn apart: om kolonel van Gorkums graf staat een strak, rechthoekig hekwerk, met scherpe punten die doen denken aan een bajonet. Jonkvrouwe van Aefferdens hekwerk is afgerond en heeft zachte punten in de vorm van een leliekruis.
Op de nieuwe joodse begraafplaats is een grafsteen te zien waarop ook twee handen elkaar vasthouden. Het betreft het graf van Isaac Beretz en Henriëtte Marx. Het porseleinen ornament met de verstrengelde handen op dit graf is vernield.

### IJskast
In de volksmond wordt hiermee de grafkelder bedoeld van de Roermondse notarissenfamilie Linssen. De toegang tot de grafkelder wordt afgedekt met een roestvrijstalen deur, die met enige fantasie in verband kan worden gebracht met een Amerikaanse koelkast.

### Zoeaaf
De Roermondse zoeaaf Joh. Jac. Küpper (14-02-1848 - 04-05-1916), is samen met zijn vrouw Cath. Joh. Kirchner (29-04-1854 - 03-04-1931) begraven op het katholieke deel. De zoeaaf wijst met zijn hand richting Rome, terwijl zijn vrouw geknield en met gesloten ogen biddend aan zijn rechterzijde zit met in haar linkerhand een rozenkrans.

### Militaire graven
Op het katholieke deel bevinden zich ook een aantal oorlogsgraven. Opmerkelijk is de aanwezigheid van een joods graf. Flying Officer K. Holme (navigator of the Royal Air Force), overleden op 31-08-1943 op 31-jarige leeftijd, rust hier naast zijn christelijke kameraden. Op militaire begraafplaatsen wordt geen onderscheid gemaakt naar religie, vandaar dat hier acht militairen van verschillende gezindte samen zijn begraven.

### NSB-graf
Het graf van Leendert Willem de Leeuw (Raamsdonk 27-11-1890 - Roermond 24-01-1943) staat op het Verloren kerkhof. De Leeuw was lid van de Nationaal-Socialistische Beweging (NSB). Dit soort graven is zeldzaam; in Nederland zijn er maar ongeveer vijftig bekend. Veel NSB'ers lieten zich anoniem begraven of hun grafmonumenten werden vernield.

## Overzicht monumenten
De volgende elementen zijn opgenomen in het Rijksmonumentenregister:
- Begraafplaats zelf
- Muren van de begraafplaats
- Lijkenhuisje
- Bisschopskapel
- Graf met de handjes
- Grafkapel van de familie Stoltzenberg
- Grafmonument van de familie Cuypers
- Grafmonument van zoeaaf Küppers
- Grafkapel van de familie Bongaerts
- Grafmonument van de familie Van de Winkel-Höppener
- Grafmonument van de familie Nizet
- Grafmonument van Louis Guillaume
- Grafmonument van Leendert Willem de Leeuw